# Pavel Hromek
Pavel Hromek (12. srpna 1911 Prušánky – 10. září 1977 Cocsakie) byl československý voják a příslušník výsadku Bauxite.

## Mládí
Narodil se 12. srpna 1911 v Prušánkách v okrese Hodonín. Otec Martin byl rolník, matka Františka, rozená Trechová vlastnila malý obchod. Měl tři sourozence.
V rodné obci absolvoval obecnou školu a rok měšťanské. Poté přestoupil na reálné gymnázium v V Břeclavi. V roce 1932 maturoval a hned 1. října téhož roku nastoupil na základní vojenskou službu v Hranicích u dělostřeleckého pluku. Absolvoval poddůstojnickou školu a v roce 1934 podepsal v hodnosti četaře závazek k další činné službě. V tomtéž roce nastoupil na Vojenskou akademii v Hranicích. Ukončil ji 31. července 1937 v hodnosti poručíka dělostřelectva. Poté byl přeložen k 82. dělostřeleckému pluku v Přerově, ve kterém sloužil až do propuštění mimo činnou službu 12. dubna 1939. Poté vypomáhal na hospodářství svých rodičů.

## V exilu
22. února 1940 opustil Protektorát a přes Slovensko se dostal do Maďarska. Tam byl po zadržení krátce vězněn a vrácen zpět. Při druhém pokusu již byl úspěšnější a přes Maďarsko a Jugoslávii se dostal do Francie. Po prezentaci do československé zahraniční armády byl zařazen k dělostřelectvu. Po pádu Francie byl evakuován do Anglie.
Do Anglie připlul 7. července 1940. Byl opět přidělen k dělostřelectvu. Na jaře 1942 mu (již v hodnosti nadporučíka dělostřelectva) byla nabídnuta účast na výcviku pro plnění zvláštních úkolů. Od 18. července 1942 do 26. prosince 1944 absolvoval základní sabotážní kurz, parakurz, konspirační kurz a výcvik v civilním zaměstnání. Po povýšení na kapitána absolvoval speciální tělovýchovný kurz, pokračovací parakurz, konspirační cvičení a radiotelegrafický kurz. Výcvik zakončil opakovacím spojovacím kurzem. 30. prosince 1944 byl odeslán na vyčkávací základnu v Itálii.

## Nasazení
22. dubna 1945 byl vysazen u Velkého Meziříčí. Podařilo se mu navázat spojení s Vojenskou radiovou ústřednou v Londýně a vytipovat plochy pro příjem materiálu. Při své činnosti spolupracoval s Radou tří.

## Po válce
Po skončení války byl přidělen k hlavnímu štábu MNO. Během července a srpna byl postupně povýšen na majora. 2. října 1945 začal studovat na Vysoké škole válečné a v prosinci 1945 se oženil (v prosinci 1946 bylo ale manželství rozvedeno). Na konci roku 1945 si navíc zahrál ve filmu Muži bez křídel. Po rozvodu navázal další vážnou známost, ze které se v srpnu 1946 narodil syn. On sám 12. dubna 1948 se svým bratrem opustil Československo a přes Německo se na krátkou dobu dostal do Anglie. Zatímco bratr zůstal v Německu, on sám odjel do Francie, kde podepsal závazek k Cizinecké legii. Tento závazek se mu po roce podařilo zrušit a odcestovat do USA. Pracoval v různých dělnických povoláních. V roce 1962 se oženil. Zemřel 10. září 1977 na infarkt.
16. října 1990 byl in memoriam povýšen na plukovníka dělostřelectva.

## Vyznamenání
- 1944 –  Pamětní medaile československé armády v zahraničí se štítky Francie a Velká Británie
- 1945 –  Československý válečný kříž 1939
- 1945 –  Československá medaile za zásluhy I. stupně
- 1945 –  Československá medaile Za chrabrost před nepřítelem